# Yusaf Mack
Yusaf Mack (ur. 20 stycznia 1980) – amerykański bokser.

## Kariera amatorska
Mack jako zawodowiec zadebiutował 17 listopada 2000 r. W swojej 25. walce zmierzył się z Kolumbijczykiem Alejandro Berrio o prawo pretendenta do mistrzostwa świata IBF w kategorii superśredniej. Pojedynek, który odbył się 19 maja 2006 r. zakończył się przegraną Macka przez techniczny nokaut w szóstej rundzie. 25 czerwca 2011 walczył z Tavorisem Cloudem o mistrzostwo świata IBF w kategorii półciężkiej. Cloud wygrał przez techniczny nokaut w ósmej rundzie. 
17 listopada 2012 rywalizował z Carlem Frochem o mistrzostwo świata IBF w kategorii superśredniej. Mack przegrał przez techniczny nokaut w trzeciej rundzie, dając się wyliczyć sędziemu.

## Życie prywatne
W 2015 roku dokonał coming outu jako homoseksualista.